# Udomszaj tartomány
Udomszaj (nemzetközi alakban Oudomxai) Laosz egyik tartománya az ország északnyugati részén. 1976-ban hozták létre, amikor leválasztották Luangprabang tartományról. A tartományi székhely 1987-ben költözött Ban Nahinból Muang Xayba.

## Közigazgatás
Udomszaj tartomány területe a következő körzetekre oszlik:
1. Beng (4-05)
2. Houn (4-06)
3. La (4-02)
4. Namo (4-03)
5. Nga (4-04)
6. Pakbeng (4-07)
7. Xai (4-01)